# Paramathes
Paramathes is een geslacht van vlinders van de familie Uilen (Noctuidae), uit de onderfamilie Noctuinae.

## Soorten
- P. amphigrapha Boursin, 1954
- P. aplectoides Draudt, 1950
- P. perigrapha Püngeler, 1899
- P. picata Bang-Haas, 1912
- P. pulchrisigna Boursin, 1954
- P. tibetica Boursin, 1954